# Marco (álbum de Marco Antonio Solís)
Marco es el segundo álbum de estudio de Marco Antonio Solís. Fue lanzado el 30 de septiembre de 1997. Fue nominado a un Premio Lo Nuestro por Álbum Pop del Año.

## Lista de canciones
Todas las canciones escritas y compuestas por Marco Antonio Solís, excepto donde se indique.
| N.º | Título                          | Duración |  |
| 1.  | «Desde que te perdí»            | 3:40     |  |
| 2.  | «Tu compañero»                  | 3:32     |  |
| 3.  | «Tu dulce y mi sal»             | 6:13     |  |
| 4.  | «Un par de humanos»             | 4:40     |  |
| 5.  | «Ya aprenderás»                 | 3:46     |  |
| 6.  | «Que haces ahora»               | 3:41     |  |
| 7.  | «Me vas a hacer llorar»         | 3:21     |  |
| 8.  | «Los dos contra mi»             | 3:45     |  |
| 9.  | «Tu par»                        | 3:56     |  |
| 10. | «Hermano»                       | 5:07     |  |
| 11. | «La venia bendita»              | 3:11     |  |
| 12. | «Casas de cartón» (Ali Primera) | 4:51     |  |

## Rendimiento en listas
| Listas (1997)              | Máxima Posición |
| -------------------------- | --------------- |
| Billboard Top Latin Albums | 3               |
| Billboard Latin Pop Albums | 3               |
| Billboard Heatseekers      | 16              |